# Coccophagus timberlakei
Coccophagus timberlakei är en stekelart som beskrevs av Compere 1931. Coccophagus timberlakei ingår i släktet Coccophagus och familjen växtlussteklar. Inga underarter finns listade i Catalogue of Life.